# Lac d'Akdoğan
Le lac d’Akdoğan (en turc : Akdoğan Gölü et en arménien : Xamurpert) est un lac tectonique situé dans la province de Muş à l'est de la Turquie, dans les Monts d'Akdoğan.

Carte de la région

Il y a deux lacs appelés grand Akdoğan et petit Akdoğan. Le grand lac a 21 mètres de profondeur et le petit lac a 47 mètres de profondeur,,. Il y a la Mont Göztepe au sud du lac d’Akdoğan.